# فيلهلم بيك
ويلهلم بييك (3 يناير 1876 - 7 سبتمبر 1960) كان سياسي ألماني وشيوعي، في عام 1949 أصبح أول رئيس لجمهورية ألمانيا الديمقراطية وقد خلف فالتر أولبريشت الذي كان رئيس لبرلمان الولايات.

## سيرة حياته
كان ابناً لسائق عربة في كودن ألمانيا والتي هي الآن ضمن الأراضي البولندية، دخل المدرسة أملاً في أن يُصبح نجاراً, خليط الأحداث العالمية والأيديولوجية الحاسمة والطموح السياسي قادته لأن يتجه للنشاط السياسي.
كنجار التحق باتحاد عمال الأخشاب الذي قاده للحزب الديمقراطي الاشتراكي الألماني "SPD" وأصبح رئيساً للحزب في مقاطعة المدينة، بالرغم من أن غالبية أعضاء الحزب كانوا مؤيديين لحكومة ألمانيا أثناء الحرب كان بييك معارضاً لها فترك جناح الحزب. جداله أدى به إلى الاعتقال ووُضع في سجن عسكري، عند إطلاق سراحه ذهب إلى أمستردام, وعاد إلى ألمانيا عام 1918 ليلتحق بحزب جديد التأسيس هو الحزب الشيوعي الألماني "KPD".
بتولي النازيين للسلطة في ألمانيا عام 1933, غادر بييك ألمانيا وذهب إلى فرنسا ثم شد رحاله إلى موسكو عام 1935. من 1938 إلى 1943 شغل بيك منصب السكرتارية الرئيسية لشيوعي العالم، في عام 1943 أصبح من مؤوسسي الجمعية الوطنية لألمانيا الحرة "NKVD" والتي خططت لمستقبل ألمانيا بعد الحرب وعاد بييك لالمانيا بانتصار الجيش الأحمر عام 1945.
أصبح أول رئيس لالمانيا الديمقراطية عام 1949 وحتى وفاته 1960, ثباته سياسياً كان أحد العوامل الرئيسية في وثوق ستالين به.

## معرض صور

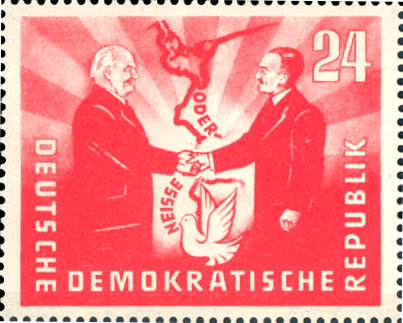
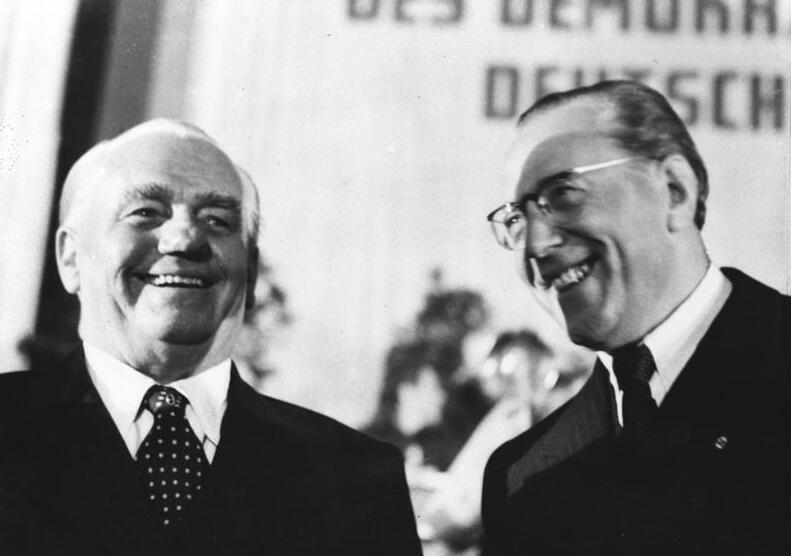
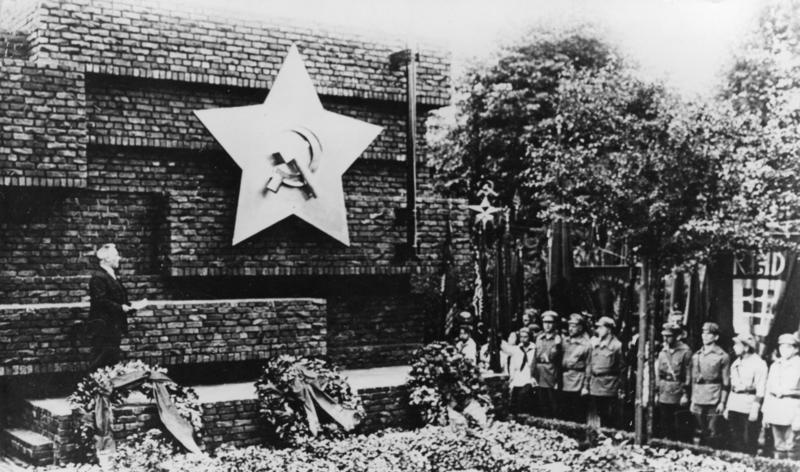
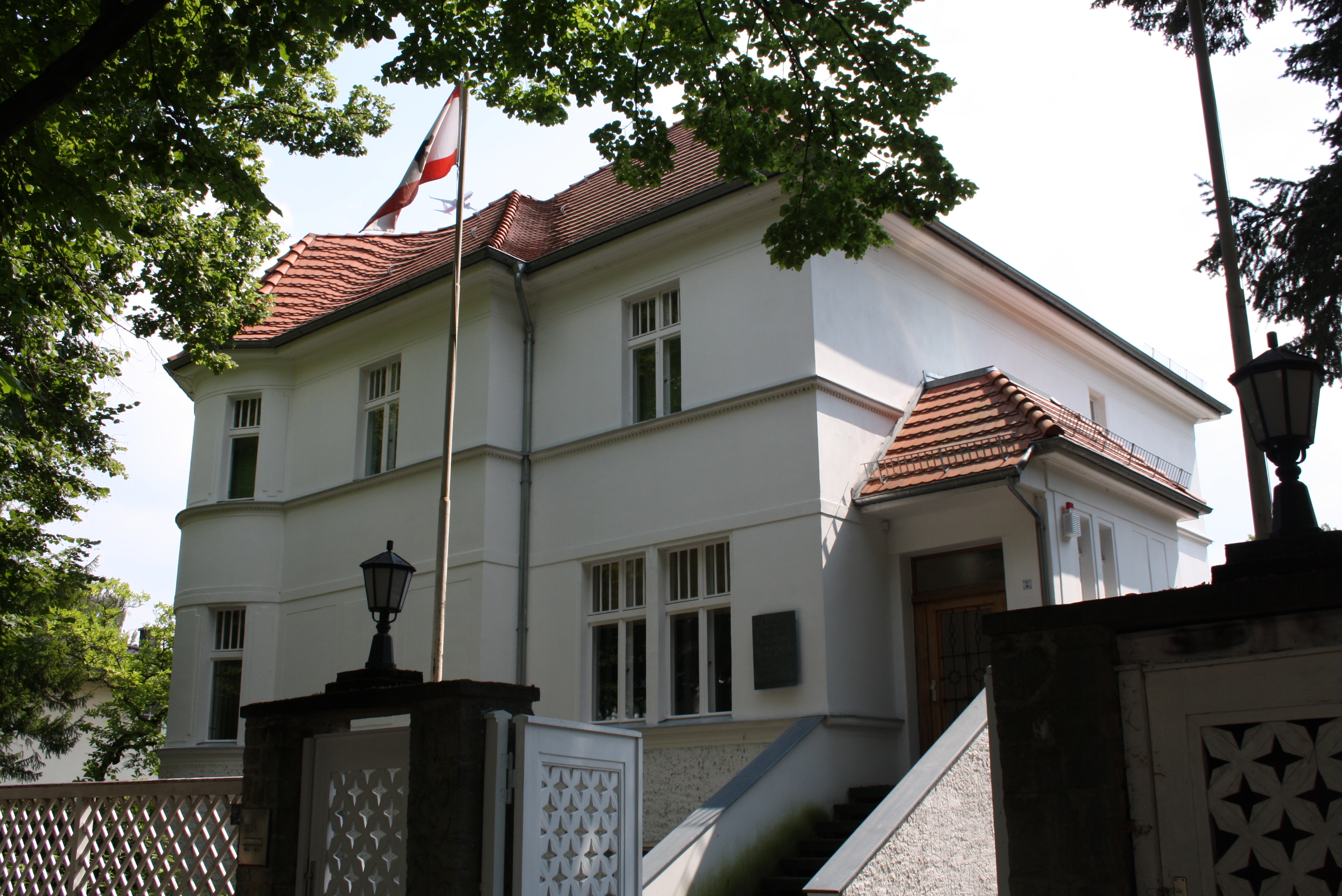
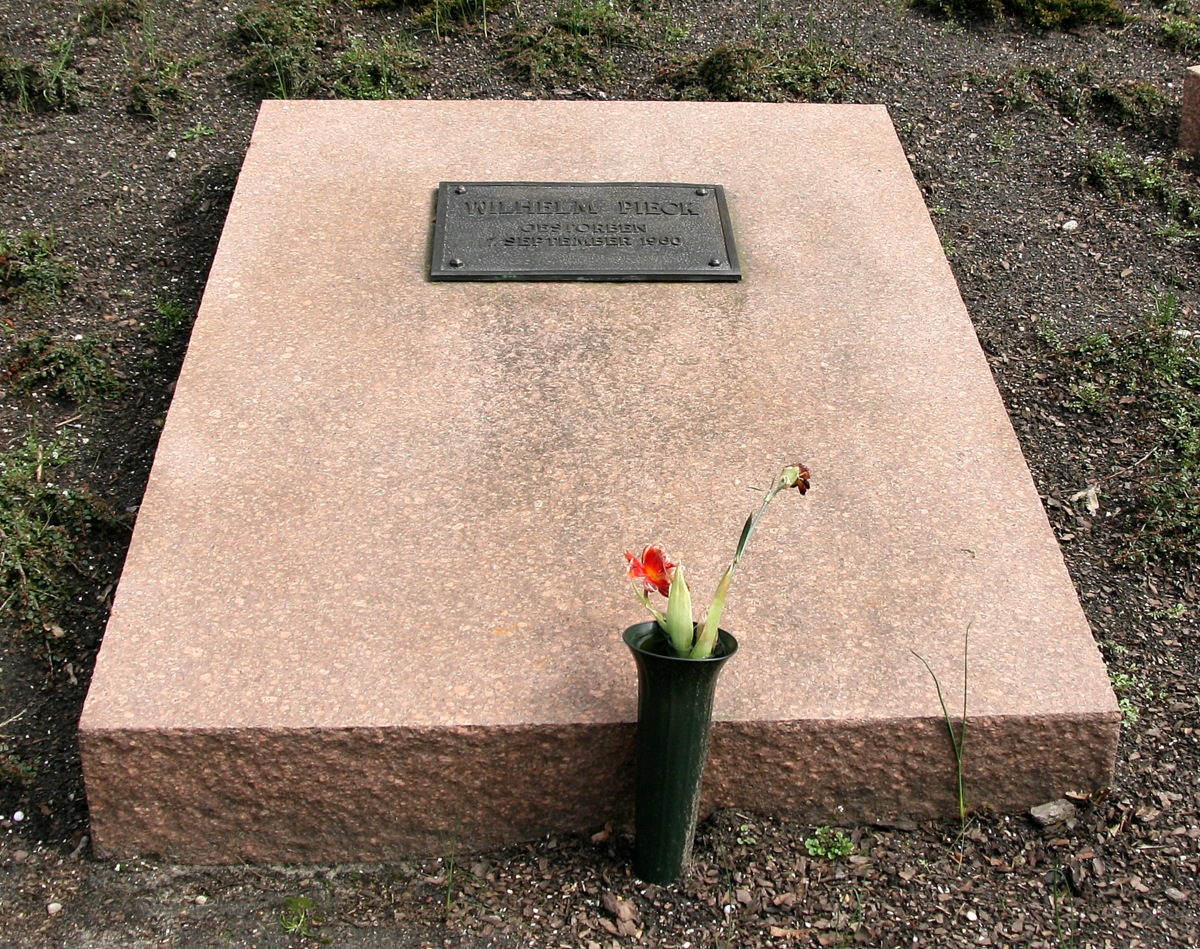

## روابط خارجية
- فيلهلم بيك على موقع IMDb (الإنجليزية)
- فيلهلم بيك على موقع الموسوعة البريطانية (الإنجليزية)
- فيلهلم بيك على موقع مونزينجر (الألمانية)
- فيلهلم بيك على موقع إن إن دي بي (الإنجليزية)
- فيلهلم بيك على موقع ديسكوغز (الإنجليزية)
- فيلهلم بيك على موقع قاعدة بيانات الفيلم (الإنجليزية)
- فيلهلم بيك على موقع كينوبويسك (الروسية)